# 共成駅

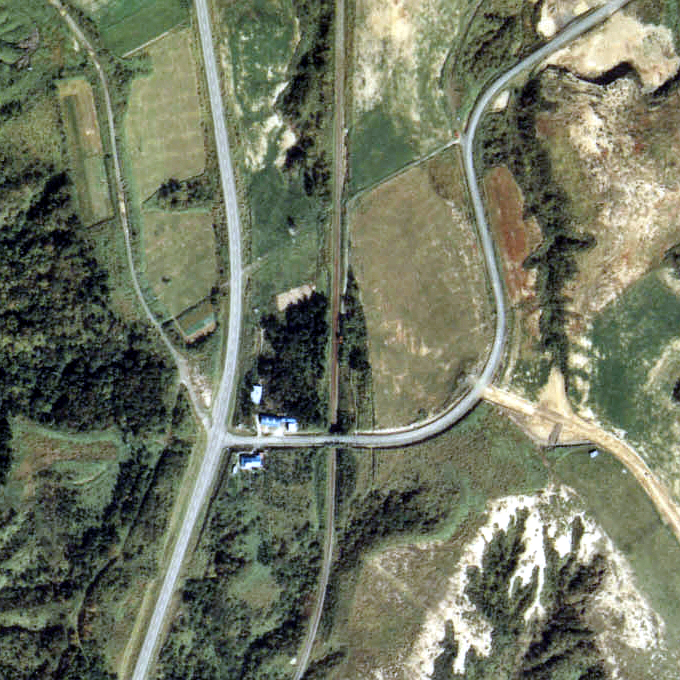
1977年の共成駅と周囲約500m範囲。上が幌延方面。緑に囲まれて影で判別しにくいが、線路東側に仮乗降場スタイルの石組み土盛の2両程の長さのホームと、ホーム上横に赤錆色の屋根の待合室が見える。ホームへの昇降口は歌越側（上側）端にあった。そこへ右上の細い道が向かっている。下側に国道232号から別れて右上方向の共成地区中心へ向かう陸橋があるが、そちらから駅への道は無い。周囲に殆んど人家が無いが、今もこの状況は変わらない。

共成駅（きょうせいえき）は、北海道苫前郡初山別村字共成にかつて存在した、日本国有鉄道（国鉄）羽幌線の駅（廃駅）である。電報略号はキセ。事務管理コードは▲121622。
一部の普通列車は通過した（1986年（昭和61年）11月1日改定の時刻（廃止時の時刻表）で、下りのみ1本（急行「はぼろ」後継の主要駅停車列車。上りは停車））。

## 歴史
- 1958年（昭和33年）10月18日 - 日本国有鉄道（国鉄）羽幌線の初山別駅 - 遠別駅間延伸開通に伴い、開業[3]。旅客のみ取り扱い[4]。
- 1987年（昭和62年）3月30日 - 羽幌線の全線廃止に伴い、廃駅となる[3]。

### 駅名の由来
当地の字名より。太田幸夫（2004）では「共に成功しよう」という願望からではないかと推測している。

## 駅構造
廃止時点で、1面1線の単式ホームを有する地上駅であった。ホームは、線路の東側（幌延方面に向かって右手側）に存在した。
無人駅となっており、ホーム上の待合所のみで駅舎は存在しなかった。

## 駅周辺
- 国道232号（天売国道/日本海オロロンライン）

## 駅跡
1999年（平成11年）時点で跡形も無く、2010年（平成22年）時点でも同様であった。原野になっている。

## 隣の駅
日本国有鉄道
羽幌線
天塩大沢駅 - 共成駅 - 歌越駅